# Država Božja 2053.
Država Božja 2053. distopijski je roman Ive Brešana, dio trilogije koju, uz ovaj roman, čine i djela Astaroth te Vražja utroba. Astaroth je pritom prikaz totalitarizma u prošlosti, Država Božja 2053. u budućnosti, a Vražja utroba u sadašnjosti.

## Radnja

### Pozadina
U ovoj verziji svijeta, Hrvatska se priključila Europskoj uniji, koja se federalizirala i preformirala u Federalnu Europsku Regiju (FER) kasnih 2010-ih.
Usred vala korupcije, recesije i ekonomske krize, novoformirana "Hrvatska kršćansko socijalna stranka", desničarska stranka na čelu s karizmatičnim Teo Torlakom, stupa na političku scenu 2020-ih. 
Nakon pobjede, proglašena je nacionalna diktatura. Teo Torlak je proglašen doživotnim predsjednikom, a sve druge stranke su ukinute i zabranjene. Teologijska diktatura je nova norma, i Crkva formira novu vlast. Nakon prisilnog oduzimanja tvornica i industrija u vlasništvu inozemnih kompanija, Hrvatska je izbačena iz FER-a i postavljena u tržišni embargo, dok Torlak zatvara sve granice i proglašava emigraciju ilegalnom.
Pod njegovom teološkom vlašću, kršćanstvo je obavezna religija, dok su ateizam i sve druge religije protuzakonite, uveđen je novi kod odijevanja, i većina moderne muzike je proglašena sotonskom i zabranjena. "Rehabilitacijski" centri su otvoreni po zemlji, gdje su kriminalci, neposlušna mladež i politički protivnici mučeni i drogirani u kompletnu poslušnost.

### Radnja
Radnja se odvija u 2053 g., 27 g. nakon Torlakovog preuzimanja vlasti, i prati napore pojedinaca obitelji Loko da prežive u takvom svijetu, gdje se većina rodila i živjela prije Torlakovog vremena. Kraj romana sličan je poput završetka u Astarothu - simbolika Krista.

## Citati
- Isključeno. Da je bio, nikad ne bi napao Božjeg službenika,
- Kako to? Pa opće je poznato da Sotona odvraća ljude od Boga.

## Vanjske poveznice
- Prikaz knjige Država Božja 2053.